# Lamprospora
Lamprospora is een geslacht van schimmels uit de familie Pyronemataceae. De typesoort is het netsporig mosschijfje (Lamprospora miniata).

## Soorten
Volgens Index Fungorum telt het geslacht 59 soorten (peildatum december 2022):
| Soortnaam                                                | Auteur(s)                                  | Publicatiejaar |
| -------------------------------------------------------- | ------------------------------------------ | -------------- |
| Lamprospora ammophila                                    | (Saut.) Boud.                              | 1907           |
| Lamprospora aneurae                                      | Benkert                                    | 1990           |
| Lamprospora angularis                                    | M. Vega, Ribes & Janošík                   | 2021           |
| Lamprospora annulata                                     | Seaver                                     | 1914           |
| Lamprospora asperella                                    | (Rehm) Boud.                               | 1907           |
| Lamprospora astroidea                                    | (Hazsl.) Boud.                             | 1907           |
| Lamprospora aurantiaca                                   | (Bres.) U. Lindem.                         | 2017           |
| Lamprospora bavarica                                     | Benkert                                    | 2011           |
| Lamprospora benkertii                                    | Eckstein, M. Vega, Sochorová & Janošik     | 2022           |
| Lamprospora brevispinosa                                 | Seaver                                     | 1928           |
| Lamprospora bulbiformis                                  | M. Vega & Janošík                          | 2021           |
| Lamprospora cailletii                                    | Benkert                                    | 1987           |
| Lamprospora campylopodis (Kronkelsteeltjesschijfje)      | W.D. Buckley                               | 1923           |
| Lamprospora carbonicola (Krulmosschijfje)                | Boud.                                      | 1907           |
| Lamprospora crechqueraultii (Stekelsporig mosschijfje)   | (P. Crouan & H. Crouan) Boud.              | 1907           |
| Lamprospora densireticulata                              | M. Vega, Janošík, Sochorová & Martínez-Gil | 2019           |
| Lamprospora dicranellae (Pluisjesmosschijfje)            | Benkert                                    | 1987           |
| Lamprospora dictydiola (Muursterretjesmosschijfje)       | Boud.                                      | 1907           |
| Lamprospora ecksteinii                                   | Benkert                                    | 2009           |
| Lamprospora esterlechnerae                               | Benkert                                    | 2011           |
| Lamprospora esterlechnerae                               | Benkert ex F. Hampe & Kleine               | 2021           |
| Lamprospora exasperata                                   | (Berk. & M.A. Curtis) Seaver               | 1928           |
| Lamprospora faroensis (Richelsporig mosschijfje)         | Benkert                                    | 1987           |
| Lamprospora funigera                                     | McLennan & Cookson                         | 1926           |
| Lamprospora gibbosa                                      | M. Vega & Janošík                          | 2021           |
| Lamprospora gotlandica                                   | Benkert                                    | 1987           |
| Lamprospora hispanica                                    | Benkert                                    | 1987           |
| Lamprospora hungarica                                    | Bánhegyi                                   | 1941           |
| Lamprospora irregulariata                                | K.B. Khare & V.P. Tewari                   | 1978           |
| Lamprospora knajaschensis                                | (P. Karst.) Boud.                          | 1907           |
| Lamprospora kristiansenii                                | Benkert                                    | 1990           |
| Lamprospora leptodictya                                  | Dissing                                    | 1981           |
| Lamprospora lubicensis                                   | Benkert                                    | 1994           |
| Lamprospora miniata (Netsporig mosschijfje)              | De Not.                                    | 1863           |
| Lamprospora minuta                                       | (Velen.) Svrček                            | 1977           |
| Lamprospora modesta                                      | (P. Karst.) Boud.                          | 1907           |
| Lamprospora modestissima                                 | Grelet                                     | 1926           |
| Lamprospora moynei                                       | Benkert                                    | 1987           |
| Lamprospora nigrans                                      | (Morgan) Seaver                            | 1914           |
| Lamprospora norvegica                                    | Benkert, Aas & R. Kristiansen              | 1991           |
| Lamprospora polytrichina                                 | Rehm ex Seaver                             | 1914           |
| Lamprospora pseudoarvensis                               | M. Vega, Eckstein, Friebes & R. Tena       | 2017           |
| Lamprospora rehmii                                       | Benkert                                    | 1987           |
| Lamprospora retinosa (Honingraatmosschijfje)             | (Velen.) T. Schumach.                      | 1993           |
| Lamprospora retispora (Mazenmosschijfje)                 | (Itzerott & Thate) T. Schumach.            | 1986           |
| Lamprospora rugensis                                     | Benkert                                    | 1987           |
| Lamprospora schroeteri                                   | Benkert                                    | 1976           |
| Lamprospora seaveri (Purpersteelmosschijfje)             | Benkert                                    | 1987           |
| Lamprospora sphagnicola                                  | Seaver                                     | 1934           |
| Lamprospora spitsbergensis                               | T. Schumach.                               | 1993           |
| Lamprospora sylvatica                                    | Egertová & Eckstein                        | 2018           |
| Lamprospora thelespora                                   | Martínez-Gil, M. Vega & E. Rubio           | 2021           |
| Lamprospora tortulae-ruralis (Duinsterretjesmosschijfje) | Benkert                                    | 1987           |
| Lamprospora tropica                                      | (Rehm) Sacc.                               | 1928           |
| Lamprospora varanasiensis                                | K.B. Khare & V.P. Tewari                   | 1978           |
| Lamprospora verrucispora                                 | M. Vega, Eckstein & Van der Kolk           | 2016           |
| Lamprospora verruculosa                                  | (Sacc.) Boedijn                            | 1951           |
| Lamprospora wisconsinensis                               | Seaver                                     | 1928           |
| Lamprospora wrightii (Pluisdraadmosschijfje)             | (Berk. & M.A. Curtis) Boud.                | 1904           |